# Podarmus ploa
Podarmus ploa är en ringmaskart som beskrevs av Chamberlin 1919. Podarmus ploa ingår i släktet Podarmus och familjen Polynoidae. Inga underarter finns listade i Catalogue of Life.